# استیو مونترده
استیو مونترده (انگلیسی: Esteve Monterde؛ زادهٔ ۲۹ اکتبر ۱۹۹۵) بازیکن فوتبال اهل اسپانیا است.